# Cratere Manilio
Manilio è un cratere lunare intitolato allo scrittore latino Marco Manilio. Si trova al confine nordorientale del Mare Vaporum. Ha un bordo ben definito con una parete interna che scende verso un monticello di detriti lungo la base, e che presenta alcuni terrazzamenti. Il fondale del cratere è piccolo, con un'albedo più alta rispetto al suolo circostante, ed appare più luminosa quando il sole la colpisce. All'interno del cratere si trova un picco centrale in corrispondenza del centro. Il cratere mostra anche una raggiera che si estende per oltre 300 chilometri.

## Crateri correlati
Alcuni crateri minori situati in prossimità di Manilio sono convenzionalmente identificati, sulle mappe lunari, attraverso una lettera associata al nome.
| Manilio | Latitudine | Longitudine | Diametro |
| ------- | ---------- | ----------- | -------- |
| B       | 16.6° N    | 7.3° E      | 6 km     |
| C       | 12.1° N    | 10.4° E     | 7 km     |
| D       | 13.2° N    | 7.0° E      | 5 km     |
| E       | 18.3° N    | 6.4° E      | 49 km    |
| G       | 15.5° N    | 9.7° E      | 5 km     |
| H       | 17.8° N    | 8.6° E      | 3 km     |
| K       | 11.9° N    | 11.2° E     | 3 km     |
| T       | 13.4° N    | 10.6° E     | 4 km     |
| U       | 13.8° N    | 10.8° E     | 4 km     |
| W       | 13.4° N    | 12.9° E     | 4 km     |
| X       | 14.4° N    | 13.4° E     | 3 km     |
| Z       | 16.4° N    | 11.7° E     | 3 km     |

I seguenti crateri sono stati ribattezzati dall'IAU: 
- Manilio A — Vedi cratere Bowen.
- Manilio F — Vedi cratere Yangel'.